# Sombre Crépuscule
Pour plus de détails, voir Fiche technique et Distribution.
Sombre Crépuscule (花いちもんめ, Hana ichimonme) est un film japonais de 1985 réalisé par Shun'ya Itō. Il est récompensé du prix du meilleur film aux Japan Academy Prize.

## Synopsis
L'histoire d'un homme atteint par la maladie d'Alzheimer.

## Fiche technique
- Titre : Sombre Crépuscule
- Titre original : 花いちもんめ (Hana ichimonme?)
- Réalisation : Shun'ya Itō
- Scénario : Hiroo Matsuda (ja)
- Photographie : Isamu Iguchi
- Montage : Isamu Ichida (ja)
- Musique : Shin'ichirō Ikebe
- Producteur : Goro Kusakabe
- Société de production : Tōei
- Pays d'origine :  Japon
- Langue originale : japonais
- Format : couleur - 2,35:1 - 35 mm - son mono
- Genre : drame
- Durée : 122 minutes[1]
- Date de sortie :
  - Japon : 10 octobre 1985[1]

## Distribution
- Yukiyo Toake : Keiko Takano
- Minoru Chiaki : Fuyukichi Takano
- Teruhiko Saigō : Haruo Takano
- Yumiko Nogawa : Nobue Kaneko
- Haruko Katō : Kikuyo Takano
- Yoshiko Nakada : Tomoko Iizuka
- Sayoko Ninomiya : Mitsue Takano
- Ittoku Kishibe : Yoshikazu Ishimoto
- Shigeru Kōyama : docteur
- Mayumi Miura : infirmière
- Taketoshi Naitō

## Distinctions

### Récompenses
- 1985 : prix spécial du film Hōchi pour Minoru Chiaki[2]
- 1986 : prix du meilleur film, du meilleur acteur pour Minoru Chiaki, du meilleur scénario pour Hiroo Matsuda (ja) aux Japan Academy Prize[3]
- 1986 : prix spécial Mainichi pour Minoru Chiaki[4]

### Sélections et nominations
- 1986 : prix du meilleur réalisateur pour Shun'ya Itō et de la meilleure actrice pour Yukiyo Toake aux Japan Academy Prize[3]
- 1986 : Sombre Crépuscule est proposé à la 58e cérémonie des Oscars pour l'Oscar du meilleur film en langue étrangère, mais il n'est pas nommé[5]